# Thank You (chanson de Dido)
Pour les articles homonymes, voir Thank You.
Singles de Dido
Stan
(2000) Hunter
(2001)
Thank You est le deuxième extrait de l'album de Dido, No Angel. Le premier couplet de la chanson est samplé par Eminem et constitue le refrain de sa chanson Stan.

## Clip vidéo
La vidéo illustrant la chanson a été tournée à Los Angeles sous la direction de Dave Meyers. Une petite maison y a été spécialement fabriquée puis détruite pour les besoins du clip.

## Grammy Awards
Le remix des Deep Dish intitulé Deep Dish Vocal Remix a remporté la catégorie meilleur remix (non classique) dans la 44e édition des Grammy Awards de 2001.

## Liste des pistes
1. Thank You - album version (Dido Armstrong, Paul Herman)
2. Thank You - Deep Dish vocal